# Najma Akhtar
Najma Akhtar, también conocida como Najma (Chelmsford, Inglaterra, 1964) es una cantante británica de jazz fusión, de origen asiático.

## Historial
Najma estudió ingeniería química en la Aston University de Birmingham: Su padre, su hermano y una hermana, también son ingenieros. En 1984 ganó el "Birmingham Asian Song Contest", y en 1987 produjo su primer álbum.
Najma ha sido una de las pioneras en trabajar con bases y arreglos de jazz fusionadas con el estilo poético ghazal, tradicional en el sur de Asia. Además, Najma también utiliza estilos de Pakistán y la India, tanto clásicos como folk y sufi, mezclados con música tipo Bollywood, underground, trance y viejas canciones inglesas. 
Ha colaborado también, tanto en videos como en giras y conciertos, con otros artistas internacionales, como en el concierto y disco de MTV, No Quarter: Unledded, con Robert Plant y Jimmy Page, en el clásico tema de Led Zeppelin, "The Battle of Evermore" (1994); con la cantante de jazz Nina Simone; en las grabaciones de Basement Jaxx; con el guitarrista Andy Summers (The Police); con Jah Wobble, y el saxofonista Stan Harrison. Najma también ha trabajado con el flautista Michael J. Parlett.

## Discografía
- Ghazals, 1988
- Qareeb, 1989
- Atish, 1990
- Pukar, 1992
- Forbidden Kiss: the Songs of S. D. Burman, 1996
- Vivid, 2002.
- Fariyaad: A plea to the creator, 2008.
- Rishte, 2009.

Este artículo está tomado, en su versión inicial, de Wikipedia en inglés